# Dominique Badji
Pour les articles homonymes, voir Badji.
Dominique Badji, né le 16 octobre 1992 à Dakar au Sénégal, est un footballeur sénégalais jouant au poste d'attaquant

## Biographie
Le 15 janvier 2015, Dominique Badji est sélectionné en 67e position lors du repêchage universitaire de la MLS par les Rapids du Colorado. Après de bonnes performances durant la pré-saison, il décroche un contrat auprès de la franchise du Colorado le 4 mars. Il inscrit son premier but professionnel le 10 avril suivant contre le FC Dallas
Après avoir joué une décennie aux États-Unis, il découvre le championnat Turc avec l’équipe du Bandırmaspor.

## Statistiques
| Saison                | Club                             | Championnat           | Championnat | Championnat | Coupe(s) nationale(s) | Coupe(s) nationale(s) | Compétition(s) continentale(s) | Compétition(s) continentale(s) | Compétition(s) continentale(s) | Séries | Séries | Total | Total |
| Saison                | Club                             | Division              | M.          | B.          | M.                    | B.                    | Comp.                          | M.                             | B.                             | M.     | B.     | M.    | B.    |
| 2015                  | Rapids du Colorado               | MLS                   | 15          | 2           | 2                     | 1                     | -                              | -                              | -                              | -      | -      | 17    | 3     |
| 2016                  | Rapids du Colorado               | MLS                   | 27          | 6           | 2                     | 1                     | -                              | -                              | -                              | 4      | 0      | 33    | 7     |
| 2017                  | Rapids du Colorado               | MLS                   | 33          | 9           | 1                     | 1                     | -                              | -                              | -                              | -      | -      | 34    | 10    |
| 2018                  | Rapids du Colorado               | MLS                   | 16          | 7           | 1                     | 0                     | LCC                            | 2                              | 0                              | -      | -      | 19    | 7     |
| Sous-total            | Sous-total                       | Sous-total            | 91          | 24          | 6                     | 3                     | -                              | 2                              | 0                              | 4      | 0      | 103   | 27    |
| 2015                  | Independence de Charlotte (prêt) | USL                   | 6           | 2           | -                     | -                     | -                              | -                              | -                              | -      | -      | 6     | 2     |
| 2018                  | FC Dallas                        | MLS                   | 10          | 2           | 0                     | 0                     | -                              | -                              | -                              | 1      | 0      | 11    | 2     |
| 2019                  | FC Dallas                        | MLS                   | 28          | 6           | 2                     | 1                     | -                              | -                              | -                              | -      | -      | 30    | 7     |
| Sous-total            | Sous-total                       | Sous-total            | 38          | 8           | 2                     | 1                     | -                              | 0                              | 0                              | 1      | 0      | 41    | 9     |
| 2020                  | Nashville SC                     | MLS                   | 12          | 1           | -                     | -                     | -                              | -                              | -                              | 0      | 0      | 12    | 1     |
| 2021                  | Nashville SC                     | MLS                   | 5           | 0           | -                     | -                     | -                              | -                              | -                              | -      | -      | 5     | 0     |
| Sous-total            | Sous-total                       | Sous-total            | 17          | 1           | 0                     | 0                     | -                              | 0                              | 0                              | 0      | 0      | 17    | 1     |
| 2021                  | Rapids du Colorado               | MLS                   | 12          | 5           | -                     | -                     | -                              | -                              | -                              | 1      | 0      | 13    | 5     |
| 2022                  | FC Cincinnati                    | MLS                   | 24          | 0           | 0                     | 0                     | -                              | -                              | -                              | 1      | 0      | 25    | 0     |
| 2023                  | FC Cincinnati                    | MLS                   | 9           | 0           | 3                     | 0                     | LCup                           | 0                              | 0                              | -      | -      | 12    | 0     |
| Sous-total            | Sous-total                       | Sous-total            | 33          | 0           | 3                     | 0                     | -                              | 0                              | 0                              | 1      | 0      | 37    | 0     |
| Total sur la carrière | Total sur la carrière            | Total sur la carrière | 197         | 40          | 11                    | 4                     | -                              | 2                              | 0                              | 7      | 0      | 217   | 44    |